# Jenny Enning
Jeanne Louise 'Jenny' Enning (Lausanne, 24 april 1810 - aldaar, 1 december 1880) was een Zwitserse filantrope.

## Biografie
Jenny Enning was een dochter van Jean-Daniel Cavin uit Vulliens en van Jeanne-Pauline Blanc. In 1836 huwde ze Jean-Georges Hennen, een bakker uit Lausanne waarvan in 1840 de familienaam bij vonnis van de rechtbank gewijzigd in Enning. Na haar schooltijd in Lausanne ging ze aan de slag in de bakkerij van haar echtgenoot. Nadat ze verscheidene gebouwen in Lausanne had geërfd, vermaakte ze bij testament een deel van deze gebouwen aan de verscheidene filantropische werken en stelde ze de stad Lausanne aan als erfgename. Het Fonds Enning, dat werd geschat op 491.000 frank, werd deels gebruikt voor de bouw van drie schoolgebouwen, waaronder in 1888 een hogere meisjesschool.

## Trivia
- In de binnenstad van Lausanne is met de Rue Enning een straat naar haar vernoemd.